# ارچدال (کارولینای شمالی)
ارچدال (به انگلیسی: Archdale) شهری در ایالت کارولینای شمالی کشور ایالات متحده آمریکا است که جمعیت آن در سرشماری سال ۲۰۱۰ میلادی، ۱۱٬۴۱۵ نفر بوده‌است.